# خانه‌موزه یقیشه چارنتس
خانه‌موزه یقیشه چارنتس (به ارمنی: Եղիշե Չարենցի տուն-թանգարան)(Yehishe Charents'i tun-t'angaran)، همچنین با نام موزه یادبود یقیشه چارنتس شناخته می‌شود، خانه‌موزه‌ای در ایروان، ارمنستان است که شاعر یقیشه چارنتس از سال ۱۹۳۵ تا ۱۹۳۷ در آن زندگی می‌کرد.

## تاریخچه
در ۱۱ مارس ۱۹۵۴، آناستاس میکویان در سخنرانی‌ای در ایروان که دو سال پیش از گزارش مخفی نیکیتا خروشچف انجام شد، خواستار بازسازی اعتبار چارنتس شد. بازسازی اعتبار چارنتس به‌طور رسمی توسط مقامات شوروی یک سال بعد، در ۹ مارس ۱۹۵۵، به‌عنوان بخشی از بهار خروشچف انجام شد. به‌عنوان بخشی از این روند، آپارتمانی که چارنتس از سال ۱۹۳۵ تا ۱۹۳۷ در آن زندگی می‌کرد، بر اساس فرمان شورای وزیران ارمنستان شوروی در ۸ فوریه ۱۹۶۴ به یک خانه‌موزه تبدیل شد. نوارْد باغداساریان به‌عنوان مدیر موزه منصوب شد. دختران شاعر، آرپنیک و آناهید، از تأسیس و فعالیت موزه حمایت کردند. این موزه در ۱۰ ژانویه ۱۹۷۵ به روی عموم گشوده شد.
در سال ۱۹۸۷، به مناسبت نودمین سالگرد تولد چارنتس، این آپارتمان تغییراتی را تجربه کرد و با حمایت دبیر اول ارمنستان، کارن دمیرچیان، مساحت موزه افزایش یافت. امروزه موزه مساحتی برابر با ۶۲۶٫۳ متر مربع را اشغال می‌کند. نمایشگاه اصلی در سه سالن موزه قرار دارد که شامل سالن «اِی» (۱۸۹۷–۱۹۱۸)، سالن «بی» (۱۹۱۸–۱۹۲۷) و سالن «سی» (۱۹۲۸–۱۹۳۷) می‌شود.

## مجموعه‌ها

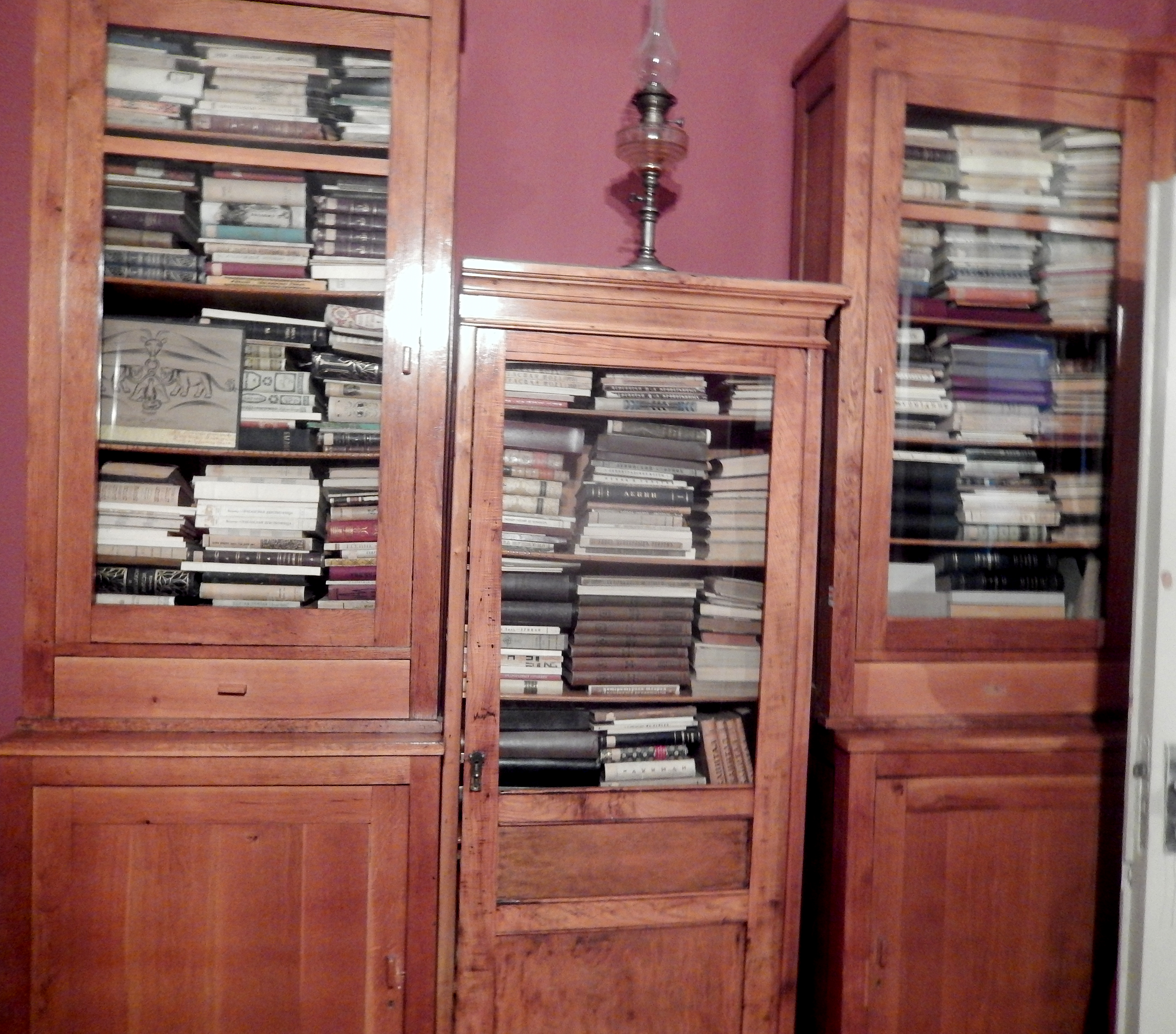
کتابخانه شخصی یقیشه چارنتس

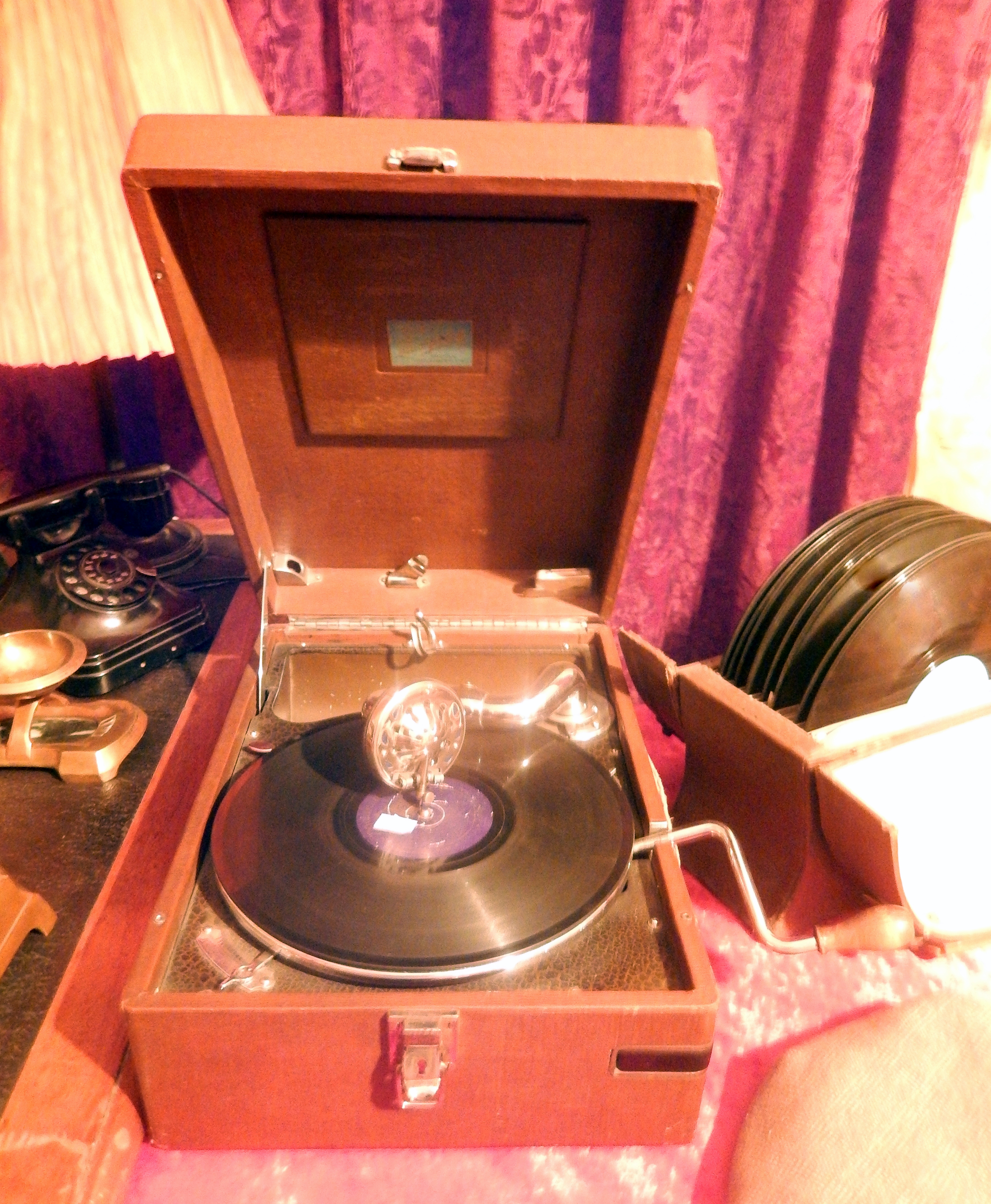
گرامافون یقیشه چارنتس

خانه‌موزه یقیشه چارنتس یک مرکز پژوهشی است که به مطالعه زندگی، فعالیت‌های ادبی، فرهنگی و اجتماعی-سیاسی چارنتس می‌پردازد. این موزه اشیای شخصی چارنتس از جمله وسایل شخصی، دست‌نوشته‌ها، اسناد، کتاب‌ها، عکس‌ها و نمونه‌های دیگر را به نمایش می‌گذارد. تمامی این موارد شاهدی بر استعداد بزرگ شاعر نه تنها در زمینه شعر، بلکه همچنین در ترجمه و نشر است.
ارزشمندترین بخش این موزه، خانه یادبود است که در آن همه چیز به همان شکلی که در زمان زندگی چارنتس بوده، چیده شده است. این خانه با ترکیبی از سلیقه‌های غربی و شرقی تزئین شده است: پیانو بزرگ، ماشین تحریر، مبلمان چوب قرمز، فرش‌هایی که از پدرش به ارث رسیده‌اند، مبل عثمانی، پانل‌های چینی، مجموعه‌ای از مجسمه‌های عاج و برنز بودا، بازتولیدهایی از لئوناردو داوینچی، فرا آنجلیکو و غیره همگی در این بخش به نمایش گذاشته شده‌اند.

### کتابخانه
کتابخانه شخصی چارنتس بخشی از خانه یادبود است. به گفته دختر شاعر، آرپنیک، کتابخانه وی در دهه ۱۹۳۰ شامل ۶۰۰۰ کتاب بود. پس از دستگیری وی در جریان پاکسازی بزرگ ژوزف استالین، تعداد زیادی از کتاب‌ها نابود شدند. اکنون کتابخانه شامل ۱۴۵۲ کتاب است که شامل آثار ارزشمند در موضوعات مختلف مانند هنر و مذهب به زبان‌های گوناگون است.
کتابخانه چارنتس شامل مجموعه‌ای منحصر به فرد از کتاب‌های نویسندگان ارمنی مانند خورنی، بوزاند، نارکاتسی، کوچاک، شنورهالی، سایات‌نووا، لئو، تومانیان، دریان، ایساهاکیان و متسارنتس بود. چارنتس که مطالعات عمیقی در زمینه ادبیات یونان باستان، اروپا، روسیه و همچنین هنر و ادبیات قدیم شرقی داشت، کتابخانه خود را با آثار مارکوس اورلیوس، مارسل پروست، آشواگوشا، پیراندلو، اشپنگلر، تاگور و دیگران غنی کرد. از میان این کتاب‌ها، ۲۵ جلد از مجموعه «سال‌های کهن» (به روسی: Старые годы) - یک دوره‌نامه روسی که از ۱۹۰۷ تا ۱۹۱۶ منتشر شد - از اهمیت ویژه‌ای برخوردار است.
بسیاری از کتاب‌های کتابخانه دارای امضا هستند و در حاشیه آن‌ها یادداشت‌های شخصی چارنتس نوشته شده است. همچنین کتاب‌هایی وجود دارند که نویسندگان دیگر به چارنتس هدیه داده‌اند، از جمله آوتیک ایساهاکیان، هاملک تومانیان، گارگین بس، خاچیک داشتنتس و دیگران. بسیاری از این کتاب‌ها از تفلیس، مسکو، سن پترزبورگ و ولگوگراد (تساریتسین) آورده شده‌اند.
این موزه نمایشگاه‌ها، گردهمایی‌های ادبی-موسیقایی، سخنرانی‌ها، کنسرت‌ها، نشست‌ها، رونمایی‌ها و روزهای شعرخوانی برگزار می‌کند.